# 蔣雪鳴
蔣雪鳴（1992年8月30日—）中國大陸男演員，北京人，中央戲劇學院2010級表演系畢業，在校期間出演電影《畫皮2》出道，此後陸續出演多部電視劇，2018年主演青春校園劇《热血高校》，並在其後播出的古裝劇《如懿傳》中飾演進忠而為人所知。

## 外部連結
- 蔣雪鳴的新浪微博（简体中文）
- 蔣雪鳴的豆瓣主頁 （页面存档备份，存于）（简体中文）